# Артамонов, Никита Сергеевич
Никита Сергеевич Артамонов (род. 17 ноября 2005, Нижнекамск, Татарстан) — российский хоккеист, нападающий.Мастер спорта России (2024).

## Биография
Жил в детстве в посёлке Камские Поляны. В три года встал на коньки, в течение четырёх лет занимался там с детьми 2002 и 2003 годов рождения. В 8 лет перешёл в «Нефтехимик-2005». В сезоне 2021/22 дебютировал в команде «Реактор», проведя пять матчей в МХЛ.
23 сентября 2022 года был обменян на вратаря Андрея Тихомирова в нижегородское «Торпедо». Дебютировал в КХЛ 20 февраля 2023 года, в гостевом матче против ЦСКА (3:8) проведя единственную игру в лиге в сезоне. 27 октября 2023 года в домашнем матче против «Автомобилиста» (4:2), набрав 4 (2+2) очка, установил рекорд КХЛ для игроков в возрасте до 18 лет. 24 декабря подписал новый контракт до конца сезона 2025/26. Сезон-2023/24 закончил с показателем 23 очка (7+16) в 54 матчах регулярного чемпионата.
21 февраля 2025 года в возрасте 19 лет и 3 месяцев сделал свой первый хет-трик в КХЛ в ворота «Сочи» (6:3).